# Олдмелдрум
Олдмелдрум или Мелдрум (англ. Oldmeldrum, скотс Oldmeldrum, гэльск. Meall Druim) — город в округе Абердиншир на северо-востоке Шотландии, неподалёку от Инверури. Население Олдмедрума — 3240 человек (2016 г).
Олдмелдрум является родиной известной марки шотландского виски Glen Garioch, выпускающегося с 1797 года.

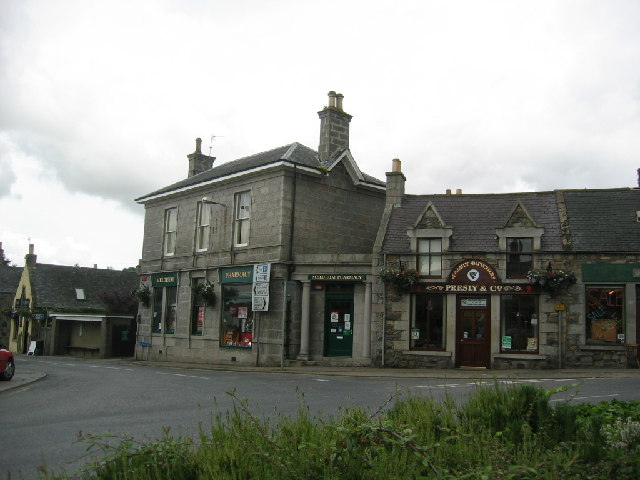
Центр Олдмелдрума

## История
До 1684 года поселение носило название Бетелни (Bethelnie).

## Население
Население бурга Олдмелдрум составляло 1 110 в 1911 году и 1 103 в 1951 году. По результатам переписи 2001 года в нём проживало 20003 человек, а к 2006 году население увеличилось до 2 187. На 2016 год это число составляет уже 3240 человек.

## Известные уроженцы
В городе родились ботаник Уильям Форсайт (1737—1804) и художник Уильям Кейт (1838—1911).